# Kounda
Kounda, parfois orthographié Koanda, est une commune rurale située dans le département de Saponé de la province du Bazèga dans la région du Centre-Sud au Burkina Faso.

## Géographie
La commune est située sur la route régionale 33 qui relie Koubri à Tanghin-Dassouri.

## Santé et éducation
Kounda accueille un centre de santé et de promotion sociale (CSPS).